# Nikołaj Owczarow
Nikołaj Owczarow (ur. w ZSRR, zm. 16 kwietnia 1945 nad rzeką Odrą) – żołnierz zawodowy, uczestnik II wojny światowej w szeregach Armii Czerwonej i Wojska Polskiego. Poległ w czasie forsowania Odry.
Do czasu powołania w 1928 roku do służby w Armii Czerwonej pracował jak górnik w kopalniach w rejonie Stalino. W czasie służby zasadniczej zaproponowano mu służbę zawodową. Po 10 latach służby został wykładowcą taktyki w szkole oficerskiej.
We wrześniu 1943 roku w stopniu kapitana został skierowany do armii polskiej utworzonej w ZSRR. Powierzono mu funkcję pomocnika szefa sztabu 4 pp. Następnie służył w 2 pal i 6 pp, biorąc udział w walkach o uchwycenie przyczółków na Wiśle i w walkach o Warszawę. Gdzie wraz z 6 pp zdobył bronioną przez armię niemiecką warszawską cytadelę. Następnie uczestniczył w walkach o przełamanie Wału Pomorskiego i forsowaniu rzeki Odry. Poległ w czasie przeprawy ostrzeliwanej przez Niemców. Razem z nim poległ m.in. kpt. Aleksander Rybaczonek, zastępca dowódcy pułku do spraw politycznych.
Po zakończeniu wojny nazwisko Nikołaja Owczarowa umieszczono ta tablicy pamiątkowej zamocowanej na ścianie budynku w Częstochowie.

## Ordery i odznaczenia
- Medal „Zasłużonym na Polu Chwały”[4]